# I Miss You (bài hát của Beyoncé)
"I Miss You" là một bài hát của nữ ca sĩ Beyoncé, trích từ album phòng thu thứ tư của cô, 4 (2011). bài hát được viết bởi Knowles, Frank Ocean và Shea Taylor trong khi được sản xuất bởi Knowles và Taylor. Sự phát triển của bài hát đã được thúc đẩy bởi Knowles muốn tập trung vào bài hát như một bài hát kinh điển, bài hát đó sẽ kéo dài, và những bài hát mà cô ấy có thể hát khi cô trở nên già đi. Nằm giữa nhịp R&B và ballad, "I Miss You" bị ảnh hưởng bởi các bản ballad của những năm 1980. Nhạc cụ của nó chủ yếu bao gồm nhạc cụ tổng hợp và bàn phím. "I Miss You" nói về Knowles, là nhân vật chính, suy nghĩ sâu sắc hơn về mối quan hệ của mình và tình yêu của cô với người mà cô đã chia tay; tuy nhiên, cô vẫn tiều tụy đi vì anh ta và cảm thấy có một động lực khiến cô làm vậy.

## Phiên bản cover

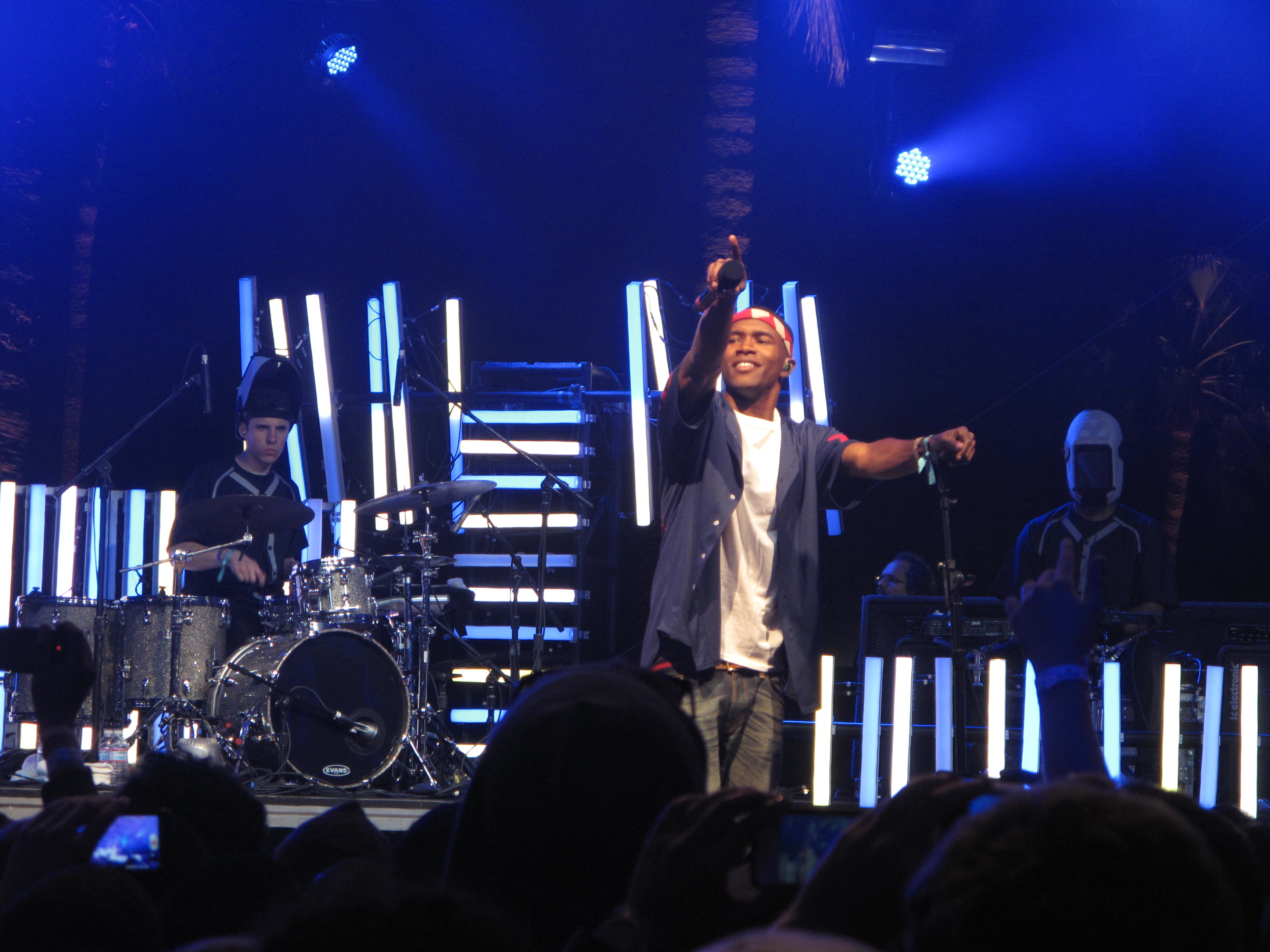
Frank Ocean (hình) đã cùng viết "I Miss You" và cover lại nó.

Ngày 5 tháng 11 năm 2011, Frank Ocean biểu diễn "I Miss You" tại House of Blues ở New Orleans. Mặc một bộ đồ màu đen với một chiếc bandana màu đỏ và trắng trên đầu, ông ngồi xuống một cây đàn piano điện để thực hiện nó trực tiếp và kết thúc buổi tối. Đám đông khán giả cũng hát theo. Alex Rawls của Rolling Stone nói rằng bài hát trở nên thật "ấm áp và có hồn"  Ban nhạc indie pop The xx của Anh đã hát bài hát vào 14 tháng 2 năm 2013 trong buổi biểu diễn của họ ở Austin, Texas và sau đó đăng các bản hát lại đó trên blog chính thức của họ. Bản cover của họ cho bài hát là một bản song ca giữa Romy Madley Croft và Oliver Sim đi kèm với cây đàn guitar và bass  Bản hát lại đó của bài hát đã được mô tả là "tuyệt vời" từ Jenn Pelly của Pitchfork Media, trong khi Sam Weiss của Complex nói rằng ban nhạc đã làm bài hát mang âm điệu tương tự như các bài hát của mình từ album Coexist (2012). Chris Martins của Spin tạp chí nhận xét rằng "Đó là chính xác những gì bạn mong đợi để nghe, và nó chính xác đẹp đẽ như thứ bạn hy vọng nó sẽ đạt được." 

## Biểu diễn trực tiếp

Knowles đang biểu diễn trong show 4 Intimate Nights with Beyoncé của cô.

Knowles đã biểu diễn "I Miss You" trực tiếp lần đầu tiên vào ngày 14 tháng 8 năm 2011 trong show diễn 4 Intimate Nights with Beyoncé tại Roseland Ballroom, thành phố New York. Cô ấy đã biểu diễn bài hát trước mặt 3,500 người mặc những chiếc váy vàng và được hỗ trợ bởi tất cả các nữ ban nhạc và ca sĩ ủng hộ cô, được gọi là Mamas. Trong show diễn ITV đặc biệt A Night With Beyoncé vào ngày 4 tháng 12 năm 2011 tại Anh, Knowles đã biểu diễn "I Miss You" cho một số người hâm mộ được chọn.

## Xếp hạng
Bán được 16.032 lượt tải kỹ thuật số, "I Miss You" mở đầu tại vị trí số 34 trên South Korea Gaon International Singles Chart vào tuần lễ ngày 2 tháng 7 năm 2011. Đi theo sự thành công của 4, "I Miss You" cũng đạt đến vị trí 184 trên UK Singles Chart vào 9 tháng 7 năm 2011.